# Elke Stein-Hölkeskamp
Elke Stein-Hölkeskamp (* 24. November 1954 in Witten) ist eine deutsche Althistorikerin.

## Leben
Elke Stein-Hölkeskamp wurde im Juli 1985 mit einer Arbeit zum Thema Adelskultur und Polisgesellschaft. Studien zum griechischen Adel in archaischer und klassischer Zeit an der Universität München promoviert. Nach der Habilitation war sie Privatdozentin an der Justus-Liebig-Universität Gießen, an der sie zeitweise den Lehrstuhl für Alte Geschichte vertrat. Seit 2015 ist sie Privatdozentin bzw. seit 2016 außerplanmäßige Professorin am Historischen Institut der Universität Duisburg-Essen, wo sie ebenfalls Alte Geschichte lehrt. Weiterhin lehrte Stein-Hölkeskamp jahrelang als Privatdozentin im Arbeitsbereich Alte Geschichte an der Westfälischen Wilhelms-Universität. Im Sommersemester 2012 nahm sie eine Lehrstuhlvertretung im Fach Alte Geschichte an der Universität Basel wahr. Vom Wintersemester 2012/13 bis zum Sommersemester 2014 war sie Vertretungsprofessorin für Alte Geschichte an der Universität Siegen. 2016/17 war sie Gastprofessorin für Antike Kulturgeschichte an der LMU München.
Stein-Hölkeskamp ist mit dem Althistoriker Karl-Joachim Hölkeskamp verheiratet, mit dem sie mehrere Werke zur römischen und griechischen Antike veröffentlichte. Unter anderem arbeitete sie am 2006 in zweiter Auflage von Hans-Joachim Gehrke und Helmuth Schneider herausgegebenen Studienbuch Geschichte der Antike mit. 2017 wurde sie gemeinsam mit ihrem Mann mit dem Karl-Christ-Preis ausgezeichnet.

## Schriften
Monographien
- Adelskultur und Polisgesellschaft. Studien zum griechischen Adel in archaischer und klassischer Zeit. Steiner, Stuttgart 1989, ISBN 3-515-04600-3.
- Das römische Gastmahl. Eine Kulturgeschichte. Beck, München 2005, ISBN 3-406-52890-2.
- Das archaische Griechenland. Die Stadt und das Meer. Beck, München 2015, ISBN 978-3-406-67378-8.
- Die feinen Unterschiede. Kultur, Kunst und Konsum im antiken Rom (= Münchner Vorlesungen zu Antiken Welten. Band 5). Walter de Gruyter, Berlin 2019, ISBN 978-3-11-061408-4.

Herausgeberschaften
- mit Karl-Joachim Hölkeskamp: Von Romulus zu Augustus. Große Gestalten der Römischen Republik. Beck, München 2000, ISBN 3-406-46697-4.
- mit Karl-Joachim Hölkeskamp: Erinnerungsorte der Antike. Die römische Welt. Beck, München 2006, ISBN 978-3-406-54682-2.
- mit Karl-Joachim Hölkeskamp: Die griechische Welt. Erinnerungsorte der Antike. Beck, München 2010, ISBN 978-3-406-60496-6.